# Augustin Stradal
Augustin Stradal, též August Stradal (1815 Litoměřice – 6. listopadu 1872 Teplice), byl rakouský právník a politik německé národnosti z Čech, během revolučního roku 1848 poslanec Říšského sněmu.

## Biografie
Roku 1849 se uvádí jako Augustin Stradal, doktor práv v Praze. Působil jako advokát v Trutnově, od roku 1857 v Litoměřicích. Roku 1867 odešel na odpočinek.
Během revolučního roku 1848 se zapojil do veřejného dění. Ve volbách roku 1848 byl zvolen na ústavodárný Říšský sněm. Zastupoval volební obvod Hodkovice nad Mohelkou. Tehdy se uváděl coby doktor práv. Řadil se k sněmovní levici.
Zemřel v noci z 6. na 7. listopadu 1872.
Jeho bratrem byl advokát Franz Josef Stradal působící v Teplicích.